# La Réserve des lutins
La Réserve des lutins (titre original : The Goblin Reservation) est un roman de Clifford D. Simak publié en 1968.

## Résumé
Peter Maxwell, du Collège des Phénomènes Surnaturels à l'Université de Wisconsin, revient de son voyage interplanétaire alors qu'il est mort et enterré depuis des semaines. Visiblement, un autre Maxwell a été créé et a fait le voyage par téléportation, tandis que l'actuel était… où en fait?
Maxwell retrouve l'université en ébullition : William Shakespeare a été invité par le Collège du Temps pour se faire de la publicité (et il s'échappe pour s'amuser un peu) ; un "Roulant" (extraterrestre doté de roues) est venu en ambassade de sa lointaine région ; et le Collège du Temps s'est vu offrir une somme énorme pour le mystérieux Artefact, un monolithe trouvé à l'ère des dinosaures. Et comme d'habitude, ses amis lutins dans leur réserve, se disputent avec les Trolls pour une histoire de bière (car le contact a été établi avec les créatures féeriques : à part les dragons, toutes ont été découvertes). Au fait, comment se fait-il que le peintre William Lambert, autre invité du Temps et voyageur temporel lui-même, ait représenté l'Artefact en compagnie des lutins ?
Maxwell révèle à ses amis (Carol, du Temps, et son tigre à dents de sabre recréé ; Alley Oop le Néanderthal émigré ; Fantôme le fantôme ; Mr. O'Toole le chef des lutins) qu'il a effectivement été "kidnappé" vers une planète entièrement couverte de feuilles d'archives. Une somme infinie de savoir, que les habitants spectraux lui offraient en échange d'une tâche vitale : récupérer l'Artefact. Mais pourquoi? De plus le Roulant connaît l'histoire de Maxwell et veut lui acheter le secret de la planète.
Maxwell comprend mieux sa mission quand un Banshee mourant lui révèle que la planète en question est celle d'origine des Lutins, un monde né dans l'Univers d'avant le Big Bang ; que l'Artefact est une création des "aînés" de ce monde, et qu'il renferme quelque chose de très cher à leurs yeux, si cher qu'ils ont préféré devenir des fantômes plutôt que de le laisser prisonnier ; et enfin que les Roulants ne sont qu'une race d'ouvriers créés pour aider à la colonisation du nouvel Univers, celui de la Terre actuelle. Le Banshee lui révèle tout cela car il hait l'humanité, ces "usurpateurs" qui ont conquis la Terre à la place des fées. Il se délecte de savoir que l'Artefact a été vendu et va être emporté, certainement par les Roulants qui pourront ainsi s'emparer du savoir de la planète et défaire l'humanité et ses alliés.
En dernier recours, Maxwell et Carol s'introduisent au Temps et soumettent l'Artefact à un casque de visionnage que Maxwell a ramené de la planète. Le casque a un effet inattendu : l'Artefact s'évapore et libère… un dragon !
La créature fabuleuse s'envole et va rejoindre les Lutins, ses derniers parents vivants. Cependant, il est attaqué par les Roulants qui veulent s'en emparer et négocier sa liberté contre le savoir colossal de la planète. Que faire? Seuls les Trolls ont encore assez de magie mauvaise pour les contrer, et ils ne veulent pas bouger !
Maxwell force O'Toole à enfin accorder de sa bière aux Trolls, qui se mettent à lancer le mauvais œil aux Roulants. Leur commando est mis en déroute ; la Terre, ainsi que ses alliés culturels, héritera du savoir de la Vieille Planète.